# ФК Лондон сити
Фудбалски клуб Лондон сити (енгл. London City Soccer Club) је канадски фудбалски клуб из Лондона. Тим је део Канадске фудбалске лиге.
Прва гарнитура дресова су црне боје док су друге црвене a играју домаће утакмице на стадиону Коув роуд у Лондону.

## Познати играчи
- Ненад Беговић
- Раде Новковић
- Игор Крмар